# Mülverstedt
Mülverstedt ist ein Ortsteil der Landgemeinde Unstrut-Hainich und Nationalparkgemeinde im Unstrut-Hainich-Kreis in Thüringen.

## Geografie
Mülverstedt liegt im westlichen Teil des Thüringer Beckens, am Ostrand des Hainich. Ein großer Teil der Gemarkung ist Wald und liegt seit dessen Einrichtung im Nationalpark Hainich. Nachbarorte sind Flarchheim im Nordwesten (Entfernung 1,92 km LL), Heroldishausen im Nordosten (1,89 km), Schönstedt im Westen (4,84 km) und Weberstedt im Süden (1,45 km). Der nächste Ort jenseits (südwestlich) des Hainich ist Mihla in 12,8 km Entfernung. Durch den Ort fließt der Ortlesbach, der sich kurz vor Eintritt ins bewohnte Gebiet von Südosten durch den Zusammenfluss zweier, den Hainich entwässernden Bäche bildet. Er nimmt nach der Aufnahme anderer Bäche den Namen Nordmar an und mündet bei Thamsbrück von links in die Unstrut. Verkehrstechnisch liegt Mülverstedt an der Kreuzung der L 1042 (Flarchheim-Mülverstedt-Weberstedt) und der L 2100, die von Großengottern kommt und im Mülverstedt endet.

## Geschichte

### Frühe Geschichte
Für die genaue Entstehungszeit des Ortes gibt es keine Belege, archäologische Funde aus der frühen Steinzeit zeigen jedoch, dass damals schon Menschen im Raum Mülverstedt gelebt hatten. 1907 wurden bei einem Neubau (Haus Göring) in 2,50 m Tiefe sieben Skelette gefunden, deren als Grabbeilage gefundenen Schmuckstücke auf die Bronze- oder Hallstattzeit (400 v. Chr.) verweisen.

### Ab 1110
Am 26. Juli 1110 wurde Mülverstedt erstmals urkundlich als Mulverstete („Marktstätte“) erwähnt. Am östlichen Ortsrand stand eine vom Ortlesbach angetriebene Mühle, in der auch Färberwaid verarbeitet wurde. Die Besitzer eines vom 11. bis 13. Jahrhundert bestehenden großen Rittergutes nannten sich „Herren von Mülverstedt“. 1317 ging der Besitz auf Friedrich von Hopffgarten über, dessen Geschlecht fortan prägend für die Geschichte des Dorfes war. Eine Linie derer von Hopffgarten hatte ihren Stammsitz im Burggut Mülverstedts. Durch Aufspaltung der Erblinien entstanden später die Grafen, Barone und Freiherren von Hopffgarten, die zwei weitere Güter im Dorf errichteten. Neben diesen drei Rittergütern gab es noch die Freigüter Hof Tristan, Freihof von Spitznase und Zengs Gut. Das Kloster St. Wilhelmi des Wilhelmitenordens in Mülverstedt wurde erstmals im Jahre 1336 in einer Urkunde des Klosters Gräfenroda genannt. Nach der Reformation wurde das Kloster durch die Herren von Hopffgarten in eine Stiftsschule umgewandelt, die bis 1880 Bestand hatte.

### Der Bauernkrieg (1524–1526)
Auch am Bauernkrieg beteiligten sich die Mülverstedter im Jahre 1525: Die unzufriedenen Bauern rotteten sich mit Langensalzaer Kollegen zusammen und plünderten mit einer aus Mühlhausen eintreffenden 500-köpfigen Bauernhorde das Kloster Homburg und die Rittergüter von Altengottern und Neunheilingen. Auch das Mülverstedter Kloster litt unter dem Bauernkrieg. Die kämpferischen Bauern hatten sich zwischen Mülverstedt und Weberstedt eingenistet. Nachdem sich Thomas Müntzer in der Schlacht bei Frankenhausen mit den Seinen ergeben hatte, wurden vom geistlichen und weltlichen Adel so genannte „Empörungsgelder“ (weit überzogene Schadenersatzforderungen) von den beteiligten Gemeinden gefordert. Mülverstedt und das damals in Grundobrigkeit von Mülverstedt stehende Zimmern zahlte 60 Gulden, während Ufhoven nur 20 Gulden zahlen musste, ein Beispiel, wie stark Mülverstedt involviert war. 15 Jahre später, 1540, wurde das Dorf evangelisch.

### Der Dreißigjährige Krieg (1618–1648)
- In den Jahren 1625 und 1626 raffte die Pest 229 Menschen hin.
- 1632, der Dreißigjährige Krieg war in vollem Gange, wurde Mülverstedt von den Truppen des Wallensteinschen Heerführers Gottfried Heinrich zu Pappenheim heimgesucht. Diese Tage der Plünderung und Vergewaltigung blieben für die damalige und auch spätere Bevölkerung der Inbegriff des Grauens und Schreckens. Die Mülverstedter flüchteten mit ihrem Vieh in den Hainich, wo sie in der Hühneburg im Quellgebiet des Rüspelbachs (⊙) Zuflucht gefunden haben sollen. Auch ein Kind wurde im Wald geboren.
- Nur vier Jahre später zogen die Schweden plündernd durchs Dorf.
- 1637 herrschte Hunger im Ort, im Juni schnitt man Getreide, um Brot backen zu können. Das Schloss derer von Hopffgarten wurde niedergebrannt.
- 1640 forderte die Pest wiederum 121 Menschenleben.
- 1642 wurde das Schloss von den Schweden niedergebrannt.

### Ab 1648
Im Mai 1663 wurde durch einen besonders starken Regen die gesamte Ernte vernichtet, auch entstanden Hochwasserschäden im Dorf. 1717 und 1722 wurden zwei Männer mit dem Schwert hingerichtet, einer wegen Einbruchs und mörderischen Treibens mit fünf Spießgesellen, der andere wegen Einbruchs in Zengs Gut mit acht Kumpanen. Gerichtsherren waren die Herren von Hopffgarten. Ein Erdbeben wurde 1756 wahrgenommen. Im Jahre 1757 starb ein Hans Ernst von Hopffgarten 1757 und hinterlässt keinen Sohn, aber eine schwangere Ehefrau. Der Besitz derer von Hopffgarten geht in drei Teile, bis die Witwe von Hans Ernst einen Sohn bekommt, Friedrich Wilhelm Gottlieb von Hopffgarten (* 19. September 1757), der alleiniger Erbe von Burg Haineck, Zimmern und Mülverstedt wurde. Er wurde am 9. Mai 1767 von seinem Onkel vergiftet. Durch eine Ruhr-Krankheitswelle und eine andere Krankheit kamen 1794 und 1796 viele Menschen ums Leben. 1814 brannten die aus Frankreich zurückkehrenden russischen Soldaten im Dorf acht Gebäude nieder. 1840 baute man die Straße nach Weberstedt und sieben Jahre später die nach Flarchheim. 1815 kam Mülverstedt durch die Teilung der Thüringer Kreise an Preußen und wurde von den Hohenzollern regiert. Bis dato gehörte Mülverstedt zum Amt Langensalza im Kurfürstentum bzw. Königreich Sachsen. Zur 300-Jahr-Feier der Reformation wurde 1817 die Luthereiche und 1871 die Friedenseiche am Anger gepflanzt. Sie stehen heute noch: Ihre Blätter zeigen sich im Bild „Am Burghof 2“. 1819 brannten in der Ihlefelder Straße vier Gebäude ab. 1867 wurde das Pfarrhaus von 1660 neu gebaut. Von 1874 bis 1965 gab es in Mülverstedt ein Standesamt, von 1880 bis 1994 ein Postamt. Acht Petroleumlampen beleuchteten die Straßen Mülverstedts seit 1888. 1895 zählte man im Dorf 310 männliche und 333 weibliche Einwohner in 132 Häusern. Der Anteil der Katholiken betrug 2, der evangelische 641. Der neue Friedhof am nordöstlichen Ortsrand wurde 1898 eingeweiht. Seit 1903 gibt es im Ort elektrischen Strom.
Das Dorf war in alter Zeit von einer Mauer umgeben. Durch drei Tore konnte man das Dorf verlassen. Die Tore standen nachts unter Bewachung des Nachtwächters.
Seit 1993 gehörte Mülverstedt zur Verwaltungsgemeinschaft Unstrut-Hainich, deren Mitgliedsgemeinden sich zum 1. Januar 2019 bis auf Schönstedt zur Landgemeinde Unstrut-Hainich zusammenschlossen.

## Politik
Der Rat der Gemeinde Mülverstedt bestand aus 8 Ratsfrauen und Ratsherren.
Kommunalwahl am 7. Juni 2009:
- Offene Liste – Die Linke 6 Sitze
- FWG Ihlefelder Straße 1 Sitz
- CDU 1 Sitz[3]

Kommunalwahl 2014:

- Offene Liste-Die LINKE: 6 Sitze
- CDU: 2 Sitze

Der letzte ehrenamtliche Bürgermeister Manfred Müller (Die Linke) wurde am 6. Juni 2010 wiedergewählt.

## Kultur und Sehenswürdigkeiten

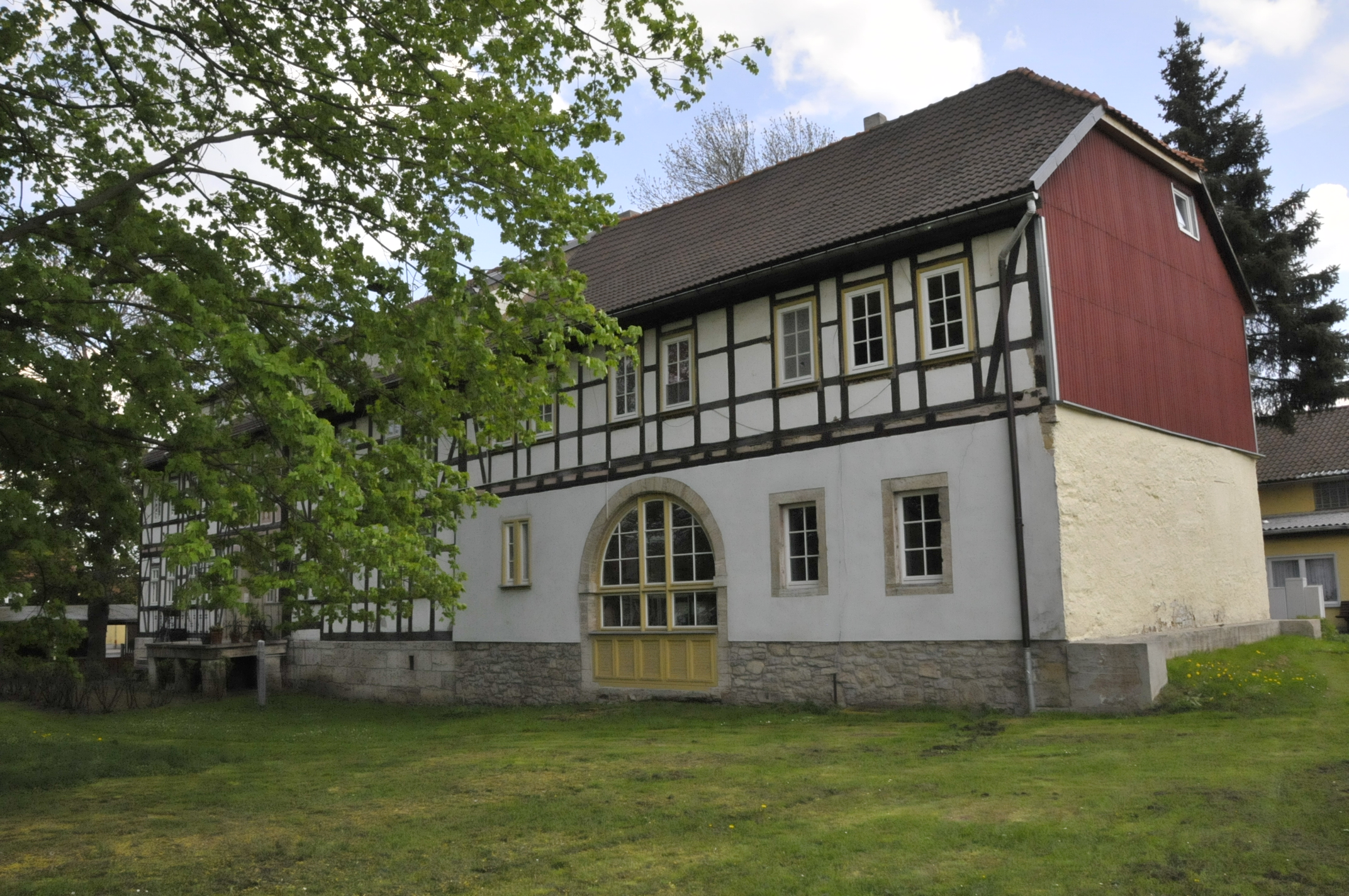
Am Burghof 2

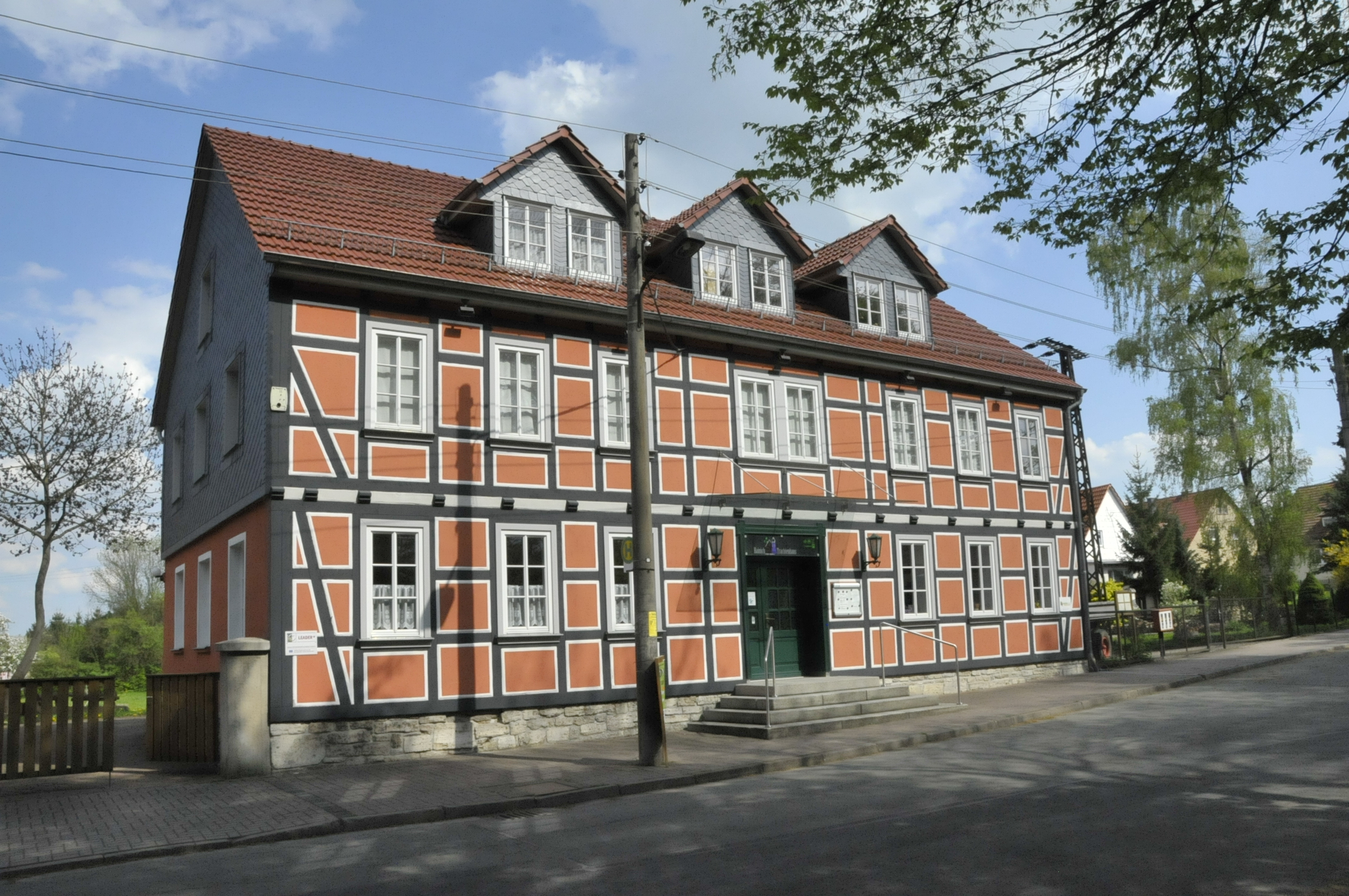
Trachtenhaus

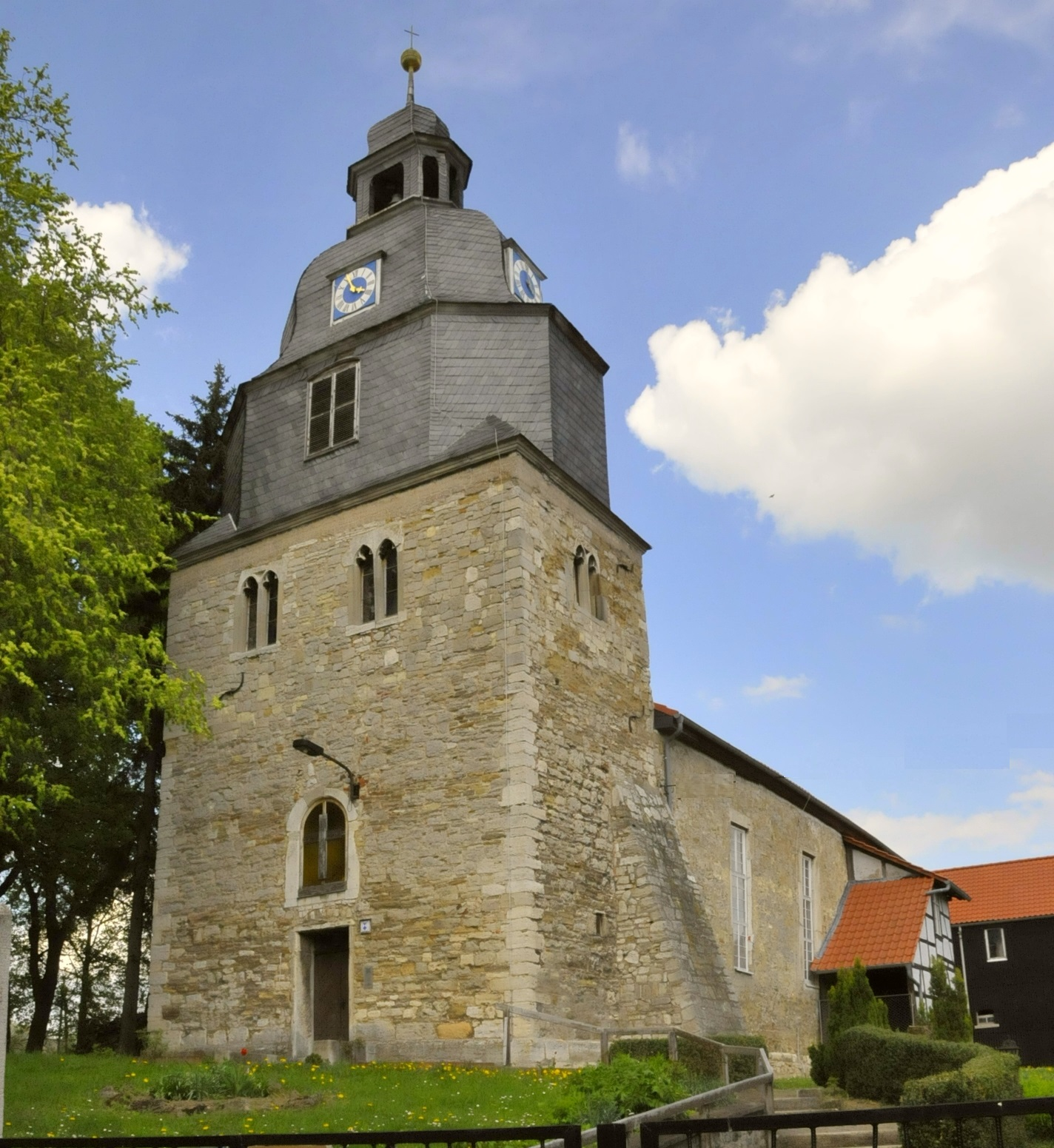
Dorfkirche St. Martini

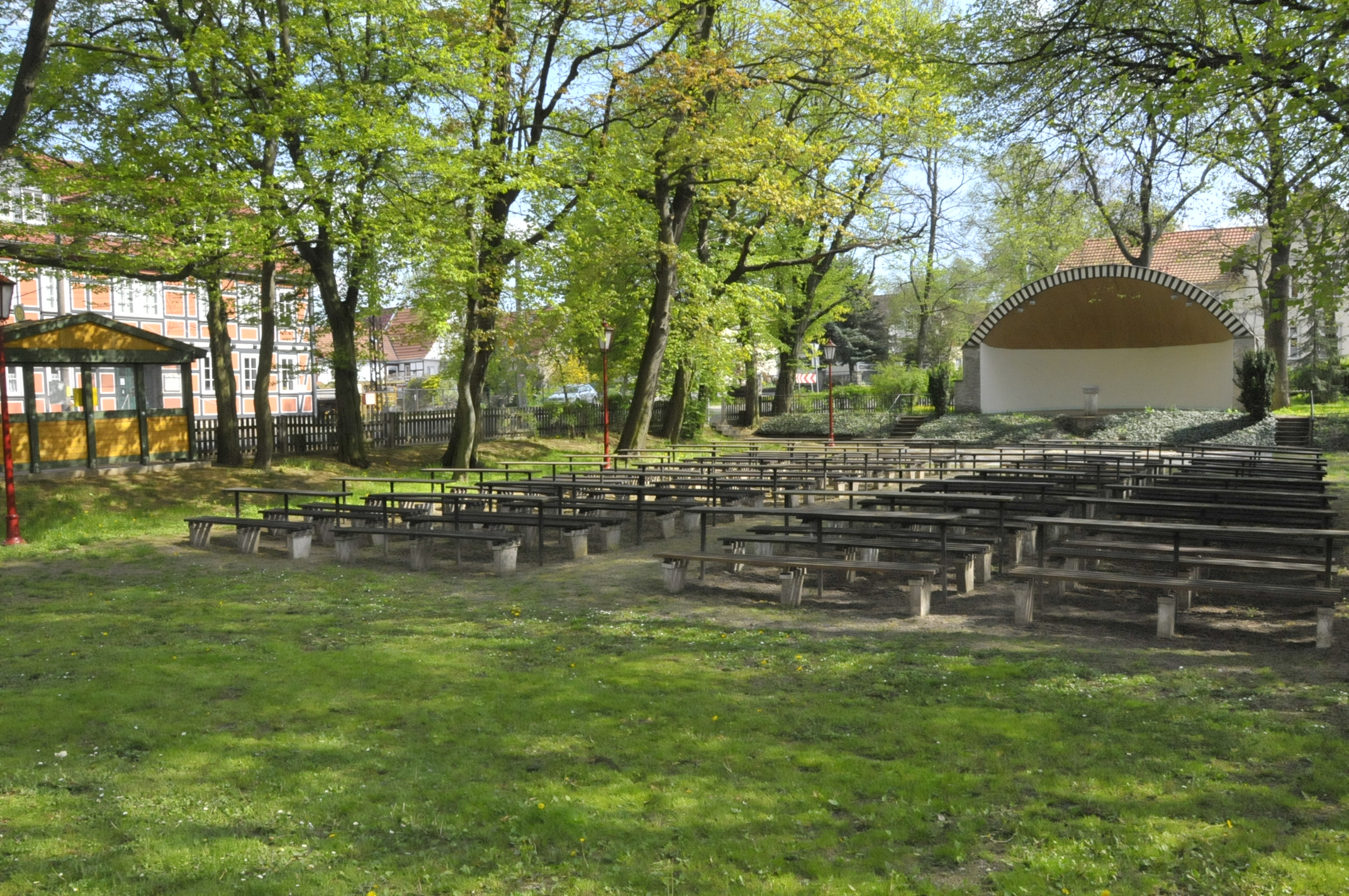
Veranstaltungsplatz mit Musikpavillon

- Auf dem Kamm des Hainich trifft man auf das Ihlefeld, eine ehemalige Klause und späteres Forsthaus. Die Siedlung musste 1964 wegen der Anlage des benachbarten NVA-Militärgebietes Schießplatz Weberstedt verlassen werden. Die Betteleiche, das Ihlefelder Kreuz, das Reckenbühl und die Eiserne Hand sind beliebte Wanderziele und bekannte Sehenswürdigkeiten am Ihlefeld.
- Heimatmuseum mit vielen Ausstellungsstücken aus der Region
- Das Gebäude „Am Burghof 2“ war einst eine Wasserburg (von 1568 ?), bis sie durch einen Brand zerstört wurde. 1638 wurde hier ein Gutshaus aufgebaut. Heute befinden sich in dem Gebäude das Gemeinde- und Bürgermeisteramt sowie einige Mietwohnungen.
- Eines der bekanntesten Häuser des Ortes ist das ehemalige Freigut. Es gehörte im 18. Jahrhundert der landadeligen Familie von Tristan und wurde etwa 1760 durch die Familie von Hopffgarten übernommen. Diese nutzen das Gut fortan als Gasthof und ließen auch einen Tanzboden einbauen. In der Folge entstanden auch ein Brauhaus, eine Branntweinbrennerei und eine Malzdarre. Im Jahre 1953 verließen die letzten privaten Eigentümer das Dorf, 1958 wurde der Gebäudekomplex der Konsumgenossenschaft zur Nutzung übertragen. 1959 wurde der ehemalige Tanzsaal abgerissen, da er baufällig war. Durch Rückübertragung gelangte das Wirtshaus 1998 an die Alteigentümer zurück, doch eine dringend erforderliche Bauwerksanierung unterblieb. Schließlich drohte der Abriss des ortsbildprägenden Anwesens. Im August 2004 konnte die Gemeinde das Haus ankaufen und schuf hier, nach zweijähriger Sanierung, „Das Hainich Trachtenhaus“. Es beherbergt nun als kulturelle Sehenswürdigkeit eine einzigartige Sammlung heimischer Trachten.[6]
- Die evangelische Dorfkirche St. Martini steht an der Stelle einer Vorgängerkirche, von der nur der Turm von 1698 erhalten ist. Das Kirchenschiff stammt aus dem Jahr 1703. Das heutige Aussehen ist geprägt von vielen Umbauten der Vergangenheit. Die Herren von Mülverstedt fanden bis zum Jahre 1775 in der Kirche ihre Ewige Ruhe, sie wurden in ausgemauerten Grabstätten im Fußboden beigesetzt, die mit „Leichensteinen“ (Grabplatten) verschlossen wurden. Die Kirche erhielt 1949 einen neuen Fußboden, die Grabplatten wurden damals an der Kirchenwand aufgestellt.
Die Kanzel stammt aus dem Jahr 1726. Die rechte Empore wurde 1819 eingebaut, die linke wurde ausschließlich von den Patronatsherren von Mülverstedt zum Gottesdienst genutzt, um mit den „Gemeinen“ des Dorfes nicht in Berührung zu kommen. Anlässlich der Sanierung der Außenwand musste die Empore 1950 ausgebaut werden; man renovierte und verlängerte sie um zwei Meter. Gleichzeitig wurde die bislang als Heizholzlager dienende Sakristei wieder hergerichtet und zur Benutzung freigegeben. Dadurch konnte der Holzschuppen unter der Empore im Altarraum, der ersatzweise als Sakristei gedient hatte, entfernt werden. Zur selben Zeit wurde der Muschelkalkfußboden verlegt, die Wände frisch verputzt und die Kirchenbänke erneuert.
Der Turm musste 1935 komplett saniert werden, da er durch Blitzschlag und morsches Gebälk baufällig geworden war. Aus dieser Zeit stammt auch der Turmknopf nebst Kreuz.
1889 ersetzte man die Turmuhr aus dem Jahre 1698. Die feierliche Einweihung der Orgel erfolgte am 17. Oktober 1927, die Weihe der Glocken im Jahre 1968, nachdem die Vorgängerglocken in beiden Weltkriegen für Kriegszwecke eingeschmolzen worden waren. In den 1990er Jahren sanierte die Gemeinde die Kirche aus Eigenmitteln, ließ das Schiff neu eindecken und den Innenraum neu bemalen. Seit 2001 wird die Kirche und ihr Umfeld von zwei ABM-Kräften in Ordnung gehalten.
- Der Hexenstein am Anger erinnert an ein Ereignis während der Hexenverfolgungen: Am 17. Dezember 1658 wurde Christine Spiering an der alten Heerstraße oberhalb Mülverstedts auf dem Scheiterhaufen, am Hexenstein festgebunden, verbrannt. Man hatte ihr die Mäuseplage im Dorf zur Last gelegt und sie im Burggefängnis inhaftiert. Unter der Androhung von Folter gestand sie, einer Nachbarin das Mäusemachen beigebracht zu haben, zaubern zu können und die Feldfrucht geschädigt zu haben. Zudem habe sie zwei Mal in der Walpurgisnacht auf dem Blocksberg Gelagen beigewohnt. Das hochnotpeinliche Halsgericht wurde im Namen der Herren von Hopffgarten als Richter vollzogen.[7]
- Ein reges Vereinsleben gestalten Pfingst- und Kirmesverein, Kirchenchor, Faschingsverein, Feuerwehr, Heimat- und Kulturverein, Jugendclub, Motorsport-, Schützen und Sportverein.

## Persönlichkeiten
- In Mülverstedt lebte um die Jahrhundertwende die Schriftstellerin Ellenora von Hopfgarten (1874–?), Tochter des Schloßbesitzers Baron Max von Hopffgarten. Die Autorin veröffentlichte ihre historischen Erzählungen und Gedichte unter dem Pseudonym Ella von Haineck.[8]